# ناتالي ماكغاري
ناتالي ماكغري من مواليد 7 سبتمبر 1981، هي سياسية اسكتلندية سابقة شغلت منصب عضو البرلمان عن دائرة شرق غلاسكو من 2015 إلى 2017. تم انتخابها كمرشحة للحزب الوطني الاسكتلندي في الانتخابات العامة لعام 2015 لكنها استقالت من الحزب الوطني الاسكتلندي بعد ستة أشهر وظلت مستقلة حتى نهاية الجلسة البرلمانية في مايو 2017.

## النشأة والتعليم
ولدت ونشأت في إنفيركيثينج في فايف (إسكتلندا). تلقت ماكغاري تعليمها في مدرسة سانت كولومبا الثانوي دنفرملاين، ثم درست القانون في جامعة أبردين، عملت مستشارة سياسات لمنظمة قطاع تطوعي.   